# Edwin Moses
Edwin Corley Moses (Dayton, 31 agosto 1955) è un ex ostacolista statunitense, campione olimpico dei 400 metri ostacoli a Montréal 1976 e Los Angeles 1984, nonché campione mondiale a Helsinki 1983 e Roma 1987.
Tra il 1977 e il 1987 Moses ha vinto 107 finali consecutive (122 gare consecutive). Stabilì il record mondiale della sua specialità quattro volte, detenendolo ininterrottamente per 16 anni, dal 1976 al 1992, ed è considerato all'unanimità il più grande atleta di sempre nei 400 metri ostacoli. In aggiunta alle sue prestazioni atletiche, Moses è stato anche un innovativo riformatore nel campo dell'eleggibilità olimpica e dei test anti-doping.
Per i suoi meriti sportivi, nel 2012 è stato inserito nella IAAF Hall of Fame.

## Biografia
Moses accettò una borsa di studio accademica al Morehouse College di Atlanta e si laureò in fisica e ingegneria mentre correva per la squadra di atletica dell'università. Il Morehouse non aveva una propria pista di atletica, così Moses doveva usare le strutture pubbliche delle high school della città per gli allenamenti.
Inizialmente, Moses gareggiava principalmente nelle 180 iarde ad ostacoli e nelle 440 iarde piane. Prima del marzo 1976, corse solo un 400 metri ostacoli, ma una volta che iniziò a concentrarsi su quella specialità compì notevoli progressi, in parte grazie al fatto di essere in grado di fare solo 13 passi tra un ostacolo e l'altro, invece degli usuali 14. Quell'estate si qualificò nella squadra statunitense per i Giochi olimpici di Montréal.

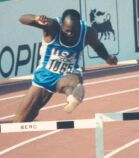
Edwin Moses ai Mondiali di

Anche se era alla sua prima competizione internazionale, Moses vinse la medaglia d'oro e stabilì il record mondiale con il tempo di 47"64. Fu l'unico atleta statunitense a vincere una medaglia d'oro individuale nelle gare di corsa di quell'Olimpiade.
Dopo aver migliorato il suo record mondiale l'anno seguente con il tempo di 47"45, Moses perse contro il tedesco Harald Schmid, il 26 agosto 1977 a Berlino. Era la sua quarta sconfitta sui 400 metri ostacoli. A partire dalla settimana successiva, quando batté Schmid di 15 metri a Düsseldorf, Moses non avrebbe più perso per quasi un decennio.
Nel momento in cui il connazionale Danny Harris lo sconfisse a Madrid, il 4 giugno 1987, Moses aveva vinto 122 gare consecutivamente, migliorando altre due volte il record mondiale (a Milano nel luglio 1980 con 47"13 e poi a Coblenza nel 1983 con 47"02); aveva vinto tre volte la Coppa del mondo, due volte i Campionati mondiali, e ottenuto la sua seconda medaglia d'oro olimpica a Los Angeles 1984, dove venne scelto per prestare il giuramento dell'atleta. In quest'occasione si rese protagonista di un curioso episodio, infatti poco dopo aver iniziato a recitare il giuramento si fermò improvvisamente poiché aveva dimenticato le parole, riprese a recitarlo dall'inizio ma anche stavolta si interruppe dopo poche parole, al terzo tentativo riuscì a ricordare i versi e a proseguire.
Dopo aver perso contro Harris, vinse altre 10 gare di fila, quindi finì terzo nell'ultima finale dei 400 metri ostacoli della sua carriera, ai Giochi olimpici di Seul 1988. È necessario inoltre ricordare come Moses non partecipò ai Giochi olimpici di Mosca 1980, dove sarebbe stato indiscusso favorito, per il boicottaggio degli Stati Uniti d'America.
In tutta la sua lunga carriera Edwin Moses ha disputato 187 gare, vincendone 178.

### Riforme all'eleggibilità olimpica
Nel 1979 Moses si prese una pausa dal suo lavoro per la General Dynamics per dedicarsi a tempo pieno all'atletica. Nei due anni seguenti, svolse un ruolo importante nel riformare le regole internazionali per l'eleggibilità olimpica. Su suo stimolo venne istituito un programma per un fondo fiduciario per gli atleti, per poter beneficiare di stipendi forniti dal governo o da privati, pagamenti diretti, e introiti commerciali, senza mettere in pericolo l'eleggibilità olimpica.
Moses presentò il piano a Juan Antonio Samaranch, presidente del Comitato Olimpico Internazionale, e il concetto venne ratificato nel 1981. Questo fondo è la base della sussistenza di molti atleti olimpici, di stipendi e programmi di supporto corporativo, incluso il "Programma di Assistenza Diretta agli Atleti" del Comitato Olimpico degli Stati Uniti.

### Onorificenze
Moses fu il primo vincitore del "Jesse Owens Award" della "USA Track & Field", come eccezionale campione dell'atletica leggera nel 1981, e ricevette il "Sullivan Award" della AAU come eccezionale atleta dilettante degli Stati Uniti nel 1983. Nel 1994 fu inserito nella National Track & Field Hall of Fame, la Hall of fame statunitense dell'atletica leggera.

### Test anti-doping
Come amministratore sportivo, Moses ha partecipato allo sviluppo di diverse politiche anti-doping e ha aiutato la comunità dell'atletica leggera a sviluppare uno dei più stringenti sistemi di test a campione durante le competizioni. Nel dicembre 1988 progettò e realizzò il primo programma di test anti-doping per gli sport dilettantistici nei periodi lontani dalle competizioni.

### Altri conseguimenti
Dopo il suo ritiro dalle piste Moses ha gareggiato in una gara della Coppa del Mondo di bob a Winterberg, Germania, nel 1990. Assieme all'olimpionico statunitense Brian Shimer vinse la medaglia di bronzo nel bob a due. Nel 1994 Moses ha ricevuto un MBA dall'Università Pepperdine.

## Palmarès

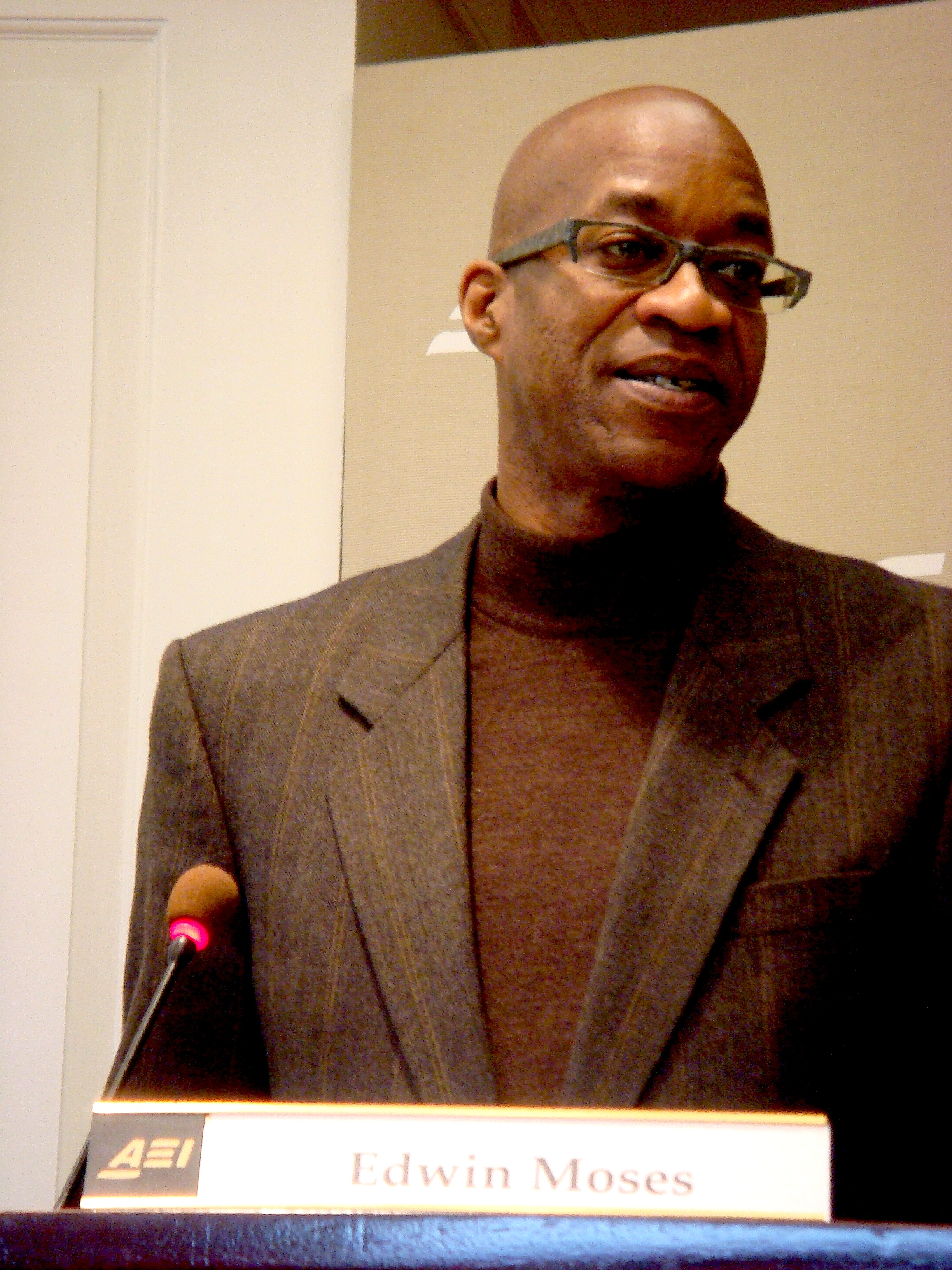
Edwin Moses nel 2008

| Anno | Manifestazione  | Sede        | Evento   | Risultato | Prestazione | Note                  |
| ---- | --------------- | ----------- | -------- | --------- | ----------- | --------------------- |
| 1976 | Giochi olimpici | Montréal    | 400 m hs | Oro       | 47"64       | Record mondiale       |
| 1983 | Mondiali        | Helsinki    | 400 m hs | Oro       | 47"50       |                       |
| 1983 | Mondiali        | Helsinki    | 4×400 m  | 6º        | 3'05"29     |                       |
| 1984 | Giochi olimpici | Los Angeles | 400 m hs | Oro       | 47"75       |                       |
| 1987 | Mondiali        | Roma        | 400 m hs | Oro       | 47"46       | Record dei campionati |
| 1988 | Giochi olimpici | Seul        | 400 m hs | Bronzo    | 47"56       |                       |

## Altre competizioni internazionali
1977
- Oro in Coppa del mondo ( Düsseldorf), 400 m hs - 47"58

1979
- Oro in Coppa del mondo ( Montréal), 400 m hs - 47"53

1981
- Oro in Coppa del mondo ( Roma), 400 m hs - 47"37